# Каролінум (Цюрих)
Каролінум (Carolinum, іноді також Prophezei чи Prophezey) — освітній заклад, попередник теологічного факультету Цюрихського університету, заснований 1525 року. Сама будівля є частиною колишнього клуатру монастиря Гроссмюнстер у Цюриху (Швейцарія). Гроссмюнстер і Каролінум (Ehemalige Mädchenschule am Grossmünster) занесені у Швейцарський перелік культурних цінностей національного та регіонального значення як об'єкт класу А.

## Історія

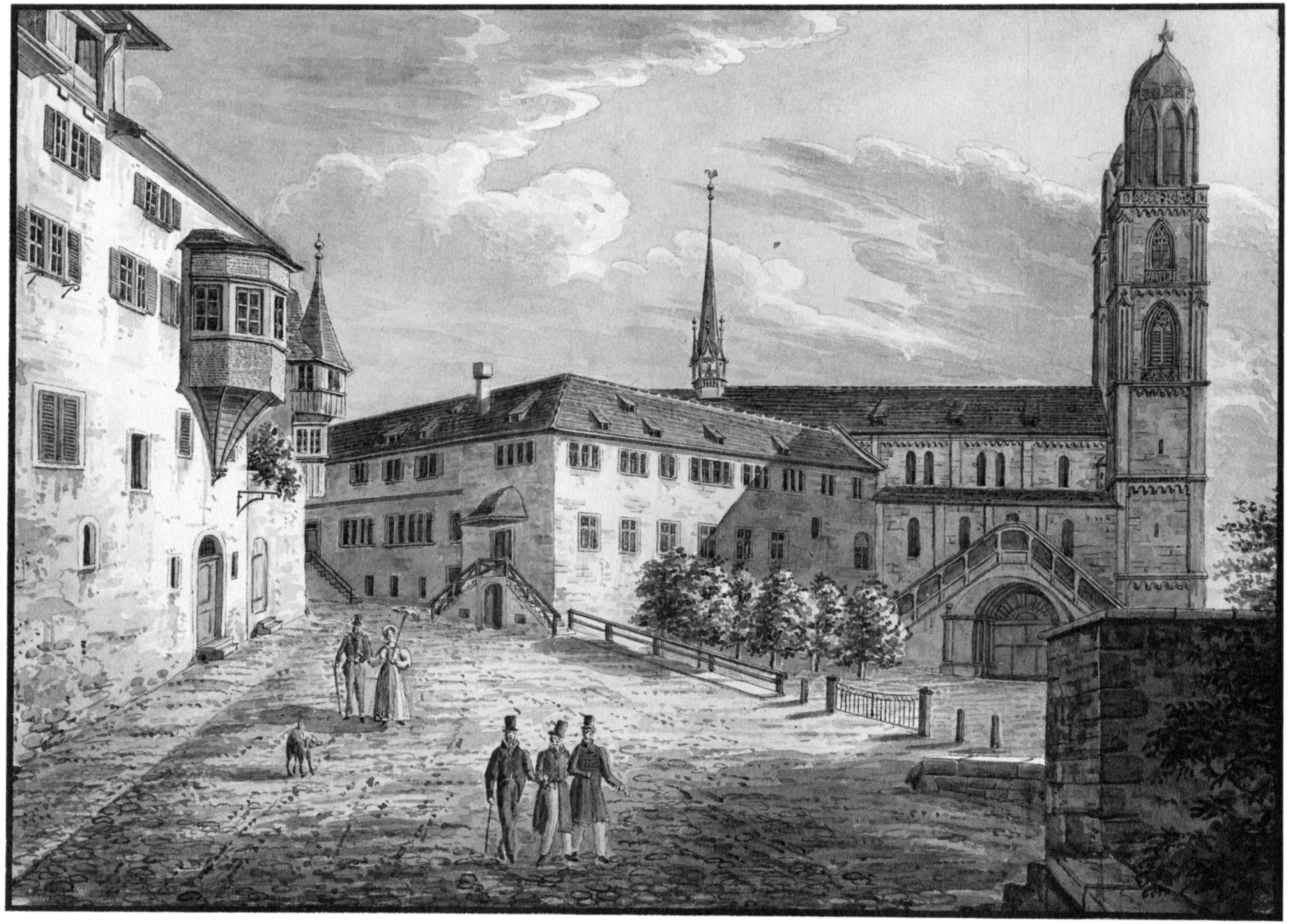
Каролінум і Гроссмюнстер на малюнку Еміля Шульгесса 1835 року

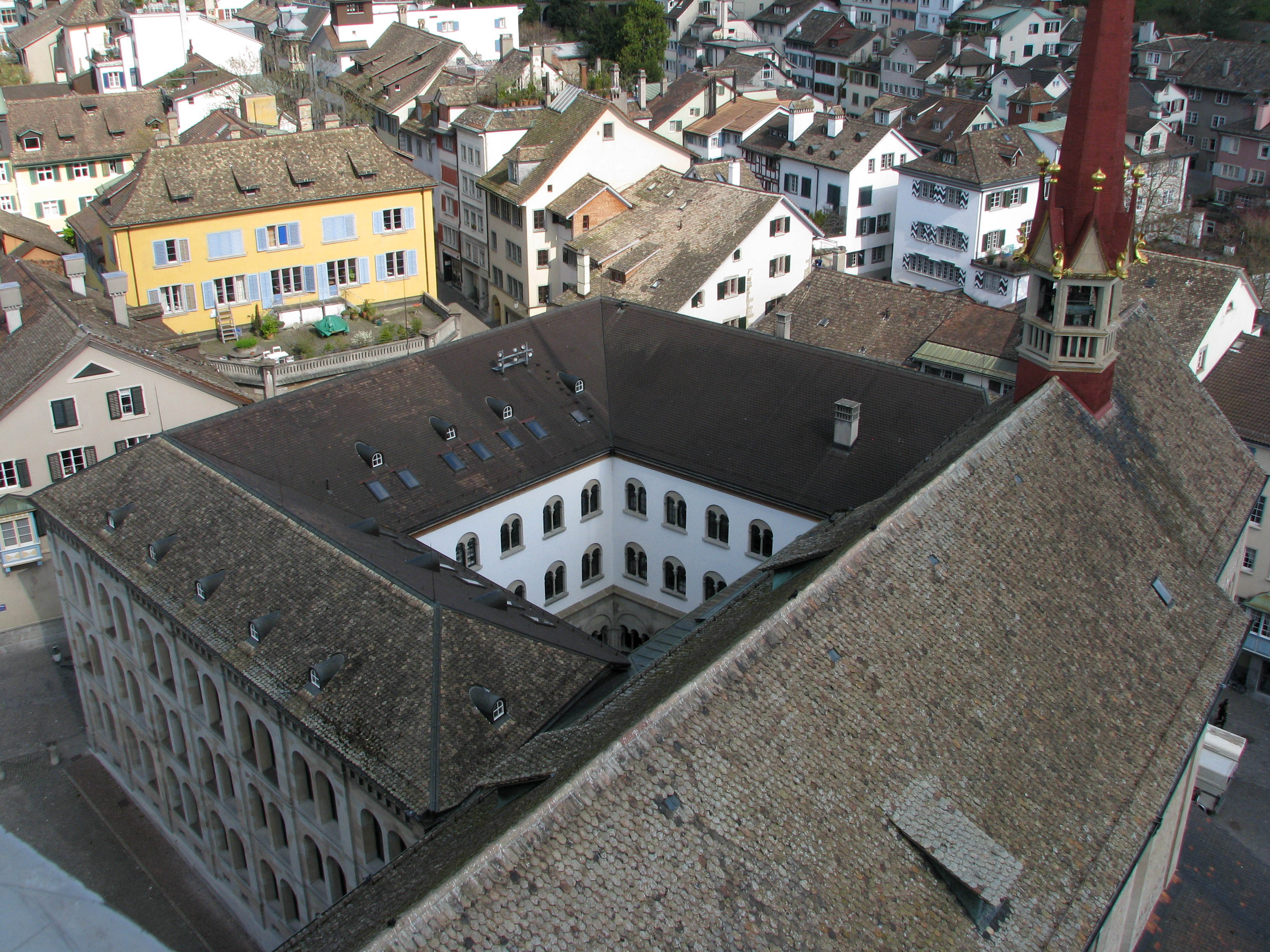
Колишній клуатр, вид із вежі собору Гроссмюнстер

Офіційна академічна освіта в Цюриху сягає своїм корінням середньовічних колегій і міських шкіл. У пізнішому європейському середньовіччі згадувався Carolinum, пов'язаний із монастирем Гроссмюнстер і його каноніками. Після початку реформації в Цюриху навчання в ньому стало важливою сходинкою в підготовці майбутніх протестантських богословів. Як й інші навчальні заклади, його названо на честь Карла Великого («Кароль» або швейцарсько-німецьке «Карл»).
29 вересня 1523 року за дорученням міської ради Цюриха реформатор Ульріх Цвінглі ініціював перетворення колишньої латинської школи «Prophezey» чи «Prophezei» на навчальний центр для реформатських богословів; уроки розпочалися 19 червня 1525 року. Лекції по буднях («Lezgen» або «Lectiones», буквально: уроки) були безкоштовними для всіх охочих з міських і сільських районів міської республіки Цюрих; їх проводили добре освічені люди. Schola Tigurina Генріха Буллінгера, можливо, вплинула на освіту в багатьох інших закладах, починаючи з 1559 року. У XVIII столітті Schola Tigurina Буллінгера об'єдналася із богословським факультетом і старшими класами середньої школи тодішнього Каролінума. Фінансуванням кафедр і професорів займалися секуляризовані каноніки колишнього монастиря Гроссмюнстер. Опріч богословських предметів і класичних мов, 1541 року був створений відділ природознавства (Конрад Геснер), в 1731 році — кафедра політології (Йоганн Якоб Бодмер), а 1782 року — хірургічний інститут для підготовки лікарів.
Після скасування громади Chorherrenstift в 1832 році будівлю продали кантону Цюрих. 1849 року споруди знесли й замінили будівлею Густава Альберта Вегмана. Будівля жіночої гімназії Grossmünsterplatz (нині Töchterschule), міської середньої школи для дівчат, була споруджена 1875 року; гімназія розташовувалася в ній до 1976 року, коли туди переїхав богословський факультет Цюрихського університету.
Нинішній університет Цюриха розташований у Каролінумі та використовує його колишній логотип — силует церкви Гроссмюнстер. Вважається, що університет створений у традиціях канонів інститутів Каролінума.

## Відомі особи
- Теодор Бібліандер, викладач
- Йоганн Якоб Бодмер, викладач
- Генріх Буллінгер, викладач
- Конрад Геснер, викладач
- Конрад Пеллікан, викладач
- Йосія Зіммлер, викладач
- Петро Мартир Вермільї, викладач

## Архітектура
Будівля розташована за адресою Kirchgasse 9, на площі Grossmünsterplatz, що межує зі східного боку із церквою Гроссмюнстер, південно-східніше від Ноймаркта і, відповідно, північно-західніше площі Мюнстергоф у Цюриху.

### Монастир і Каролінум

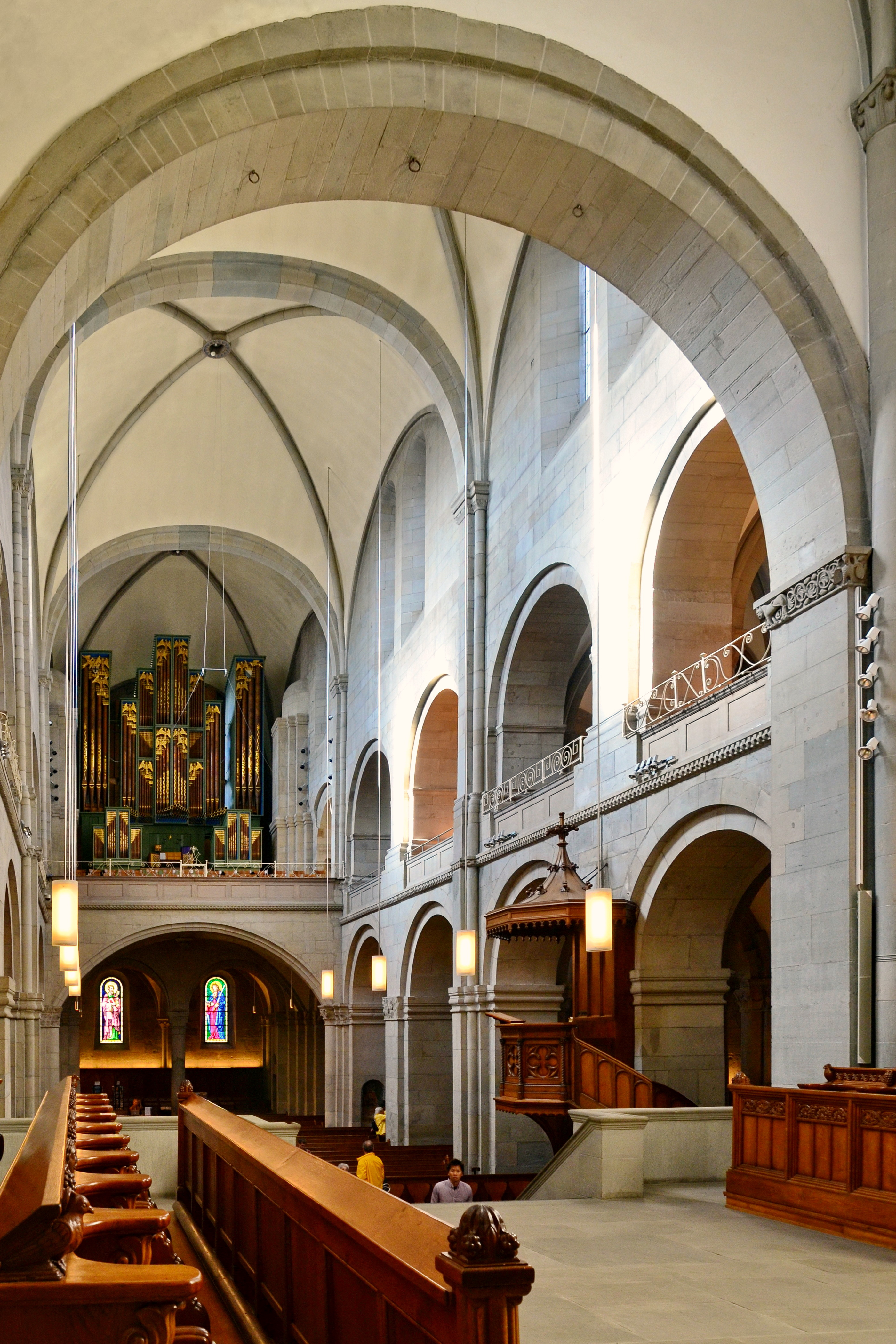
Внутрішній вигляд монастиря

Клуатр колишньої церкви Chorherrenstift Grossmünster, місцевого відділу августинських каноніків, датується кінцем XII століття. Монастир було розпущено 1832 року, звільнивши місце для жіночої школи. Клуатр було частково зруйновано, частково інтегровано в нову будівлю, конструкція якої ґрунтувалася на вихідній архітектурі, але містила численні доопрацювання архітектора. У колишньому монастирі також проходить постійна виставка, присвячена Цвінглі та іншим відомим особистостям епохи Реформації.

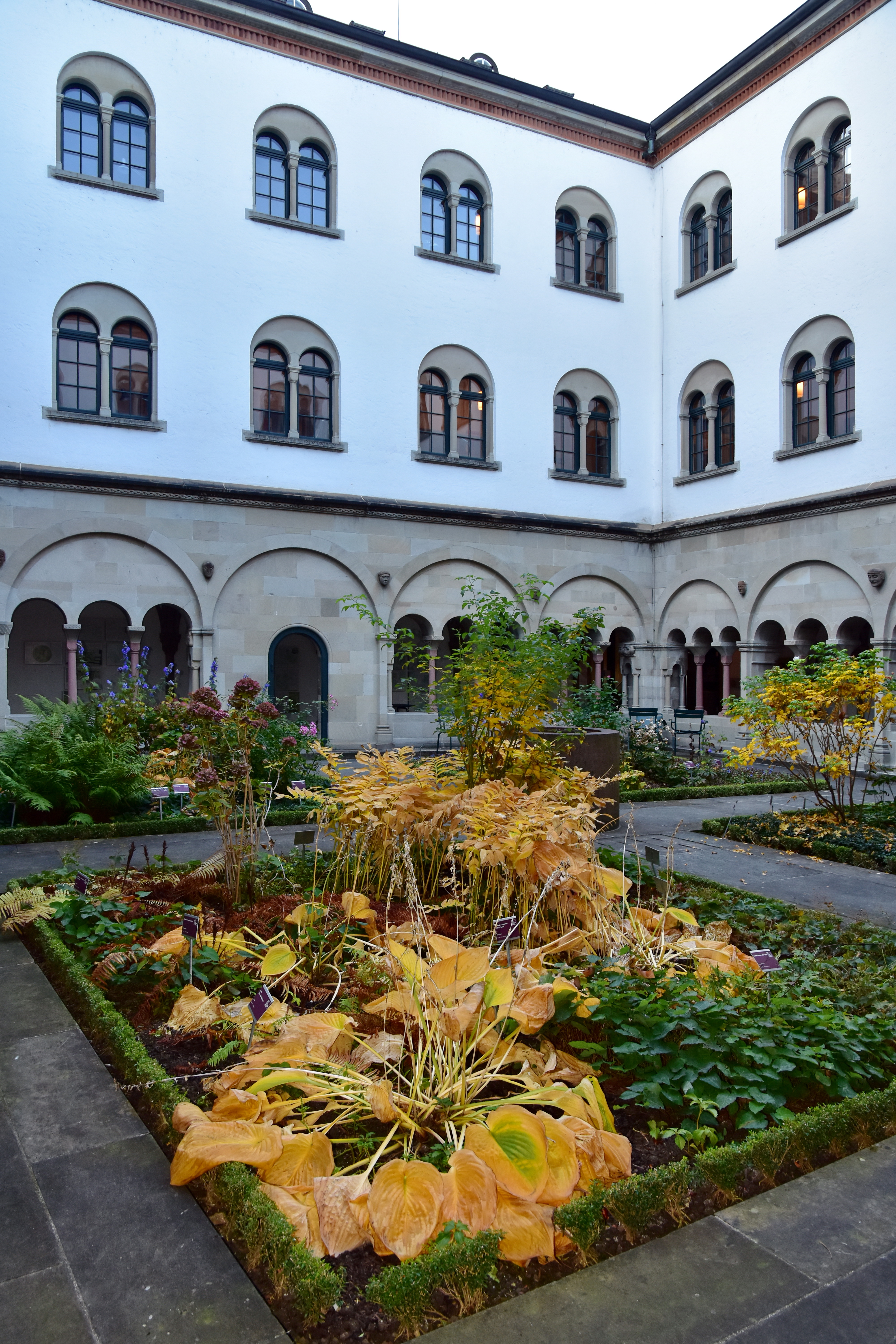
Сад із травами

Клуатр відреставровано 2009 року, архітектурні елементи з пісковику очистили, а внутрішній сад перепланували за співпраці фонду ProSpecieRara. Зібрання культурно-історичних декоративних рослин започаткував вчений-природодослідник та ерудит Конрад Геснер, який знайшов свій останній притулок у монастирі. Геснер, серед іншого, займався навчанням, тому оновлений сад у внутрішньому дворі присвячений темі землі, вогню, води і повітря, являючи собою чотири клумби культурно-історичних декоративних рослин аналогічно до Гесснер-Гартену в Ботанічному саду.

### Сучасний стан
Після скасування конгрегації Chorherrenstift 1832 року і до 1849 року споруди були переважно знесені та замінені будівлею Вегмана в стилі романського Відродження. Сьогоднішня будівля факультету збудована за кресленнями Густава Альберта Вегмана з 1843 по 1849 рік. Під час знесення клуатр було розібрано, доповнено безліччю нових деталей й інтегровано в нову споруду в 1851 році. Будівля церкви Гроссмюнстер належить кантону Цюрих, а прибудова, що є колишньою обителлю, перебуває у власності міста Цюрих. З 1976 року її здають в оренду теологічному факультету Цюрихського університету.